# Fausto Pellegrinetti
Fausto Pellegrinetti (Lecco, 16 ottobre 1942) è un criminale italiano noto come membro della Banda della Magliana.

## Biografia
Nato a Lecco, ma trasferitosi con la famiglia a Roma da bambino, entrò nel mondo della criminalità all'inizio degli anni settanta, inizialmente come piccolo rapinatore, e all'interno della Banda della Magliana fu dedito prevalentemente alla detenzione e allo spaccio di sostanze stupefacenti, molto spesso insieme a Paolo Frau.  Nel 1977 fu arrestato per la prima volta, in quanto complice del Clan dei marsigliesi.
Grazie ad Ettore Maragnoli fece la conoscenza dei boss Raffaele Pernasetti e Danilo Abbruciati.  
Scarcerato nel 1979, nel 1980 strinse rapporti con Antonio Mancini, che lo introdusse nel gruppo "Magliana"; in quel periodo vi era l'intenzione di organizzare un attentato nei confronti del giudice Ferdinando Imposimato, che all'epoca indagava sull'omicidio dell'ex presidente del Consiglio Aldo Moro.

### Gli anni novanta
Il suo ruolo nel gruppo, inizialmente marginale, divenne più significativo a partire dal 1982, quando aiutò Edoardo Toscano e Vittorio Carnovale in svariate rapine e sequestri di persona. Arrestato sempre in quell'anno e poi scarcerato nel 1986, divenne uno tra i più grandi narcotrafficanti di Roma. Nel 1992 venne nuovamente arrestato dopo essere stato sorpreso con 550 chili di cocaina. Nel 1998 fu invece accusato di riciclaggio di denari sporco, proveniente dallo spaccio di droga.
In seguito, le indagini accertarono che i suoi traffici avvenivano con la collaborazione di Francesco Barbaro e Michele Senese.

Dopo la sua ultima condanna, avvenuta nel 1998, fuggì in Spagna dove fu latitante fino al 2018, quando venne arrestato nella sua villa ad Alicante.